# 江都路街道
江都路街道，是中华人民共和国天津市河北区下辖的一个乡镇级行政单位。

## 行政区划
江都路街道下辖以下地区：
廉江里社区、如皋里社区、乐山里社区、衡山里社区、靖江里社区、汇光里社区、通达新苑社区和隆达新苑社区。